# Lucette Desmoulins
Luce dite Lucette Desmoulins, née le 8 décembre 1910 dans le 14e arrondissement de Paris et morte à une date indéterminée après 1939, est une actrice française de l'entre-deux-guerres. 

## Biographie
En dehors de ses rôles au théâtre à partir de 1927 et au cinéma dès le début du parlant en 1930, on ne sait pratiquement rien de Lucette Desmoulins sinon qu'à l'époque on la croisait souvent dans des concours d'élégance. 
Fille d'un mécanicien et d'une couturière, elle devient la compagne du dessinateur Pol Rab (1898-1933) avec qui elle a eu une fille, Odette, un an avant qu'il ne meure.
Elle termine sa carrière d'actrice après un dernier rôle dans le film L'Habit vert sorti en octobre 1937. A l'époque, elle habitait au 29, rue de Chazelles dans le 17e arrondissement de Paris avec sa mère, sa sœur Jacqueline et sa fille Odette. 
En 1938, elle est établie, sous le nom de Mme Pol Rab, 46, avenue Niel ,, et à Megève l'année suivante. Dans ses mémoires, le journaliste Robert Kanters raconte qu'elle était à cette époque la maîtresse de l'avocat Paul Annet Badel.
On perd définitivement sa trace au moment de la déclaration de guerre à la fin de 1939. Elle avait alors à peine 30 ans.

## Théâtre
- 1927 : Ma femme !, opérette en 3 actes de Paul Briquet et Paul Gordeaux, musique de Pierre de Meure et Irving Paris, mise en scène de Paul Villé, au théâtre de la Potinière (29 novembre).
- 1929 : Flossie, opérette en 3 actes de Marcel Gerbidon, musique de Joseph Szulc, lyrics d'Albert Willemetz, mise en scène de Louis Blanche, au théâtre des Bouffes-Parisiens (31 août) puis en tournée : Monique.
- 1930 : Arsène Lupin, banquier, opérette policière en 3 actes et 4 tableaux d'Yves Mirande, et Albert Willemetz, musique de Marcel Lattès, mise en scène de Louis Blanche, au théâtre des Bouffes-Parisiens (5 mai) : une jeune fille.
- 1932 : Un soir de réveillon, opérette en 2 actes et 10 tableaux de Marcel Gerbidon, Paul Armont et Jean Boyer, lyrics d'Albert Willemetz, musique de Raoul Moretti, mise en scène d'Ernest Georgé, au théâtre des Bouffes-Parisiens (17 décembre) : Paulette. Reprise au théâtre de l'Ambigu le 13 avril 1934 dans le même rôle.
- 1933 : Phi-Phi, opérette en 3 actes d'Albert Willemetz et Fabien Solar, musique d'Henri Christiné, au théâtre des Bouffes-Parisiens (13 juin)
- 1933 : Loulou et ses boys, opérette en 3 actes de Marc-Cab, Pierre Bayle et Paul Farge, musique de Michel Emer et Georges Sellers, au théâtre Daunou (7 décembre).

## Filmographie
- 1930 : Mon cœur incognito, de André-Paul Antoine et Manfred Noa : Mimi
- 1931 : 77, rue Chalgrin, d'Albert de Courville : Lucette
- 1932 : Aux urnes, citoyens !, de Jean Hémard : la servante
- 1933 : Un homme heureux d'Antonin Bideau : Lulu
- 1933 : Un soir de réveillon, de Karl Anton : Paulette
- 1934 : On a trouvé une femme nue, de Léo Joannon
- 1934 : Le Bossu, de René Sti : Flore
- 1935 : La Figurante, court-métrage de Charles-Félix Tavano
- 1935 : Une nuit de noces, de Maurice Kéroul et Georges Monca
- 1935 : Les Sœurs Hortensias, de René Guissart : Phryné
- 1935 : Monsieur Prosper, de Robert Péguy : Loulette
- 1935 : Le Piment, court-métrage d'André Hugon : Lise
- 1935 : La Carte forcée, court-métrage d'André Hugon
- 1936 : Sacré Léonce, de Christian-Jaque
- 1936 : Mayerling, d'Anatole Litvak : une fille
- 1936 : Une fille à papa, de René Guissart : Titine
- 1936 : Toi, c'est moi, de René Guissart
- 1936 : Couturier de mon cœur, de René Jayet et Raymond de Cesse
- 1937 : La Dame de Vittel, de Roger Goupillières
- 1937 : L'Habit vert, de Roger Richebé : Arlette Mareuil